# Phaenoserphus pallipes
Phaenoserphus pallipes är en stekelart som först beskrevs av Louis Jurine 1807.
Phaenoserphus pallipes ingår i släktet Phaenoserphus och familjen svartsteklar. Arten är reproducerande i Sverige.